# یوناس انروت
یوناس انروت (انگلیسی: Jhonas Enroth؛ زادهٔ ۲۵ ژوئن ۱۹۸۸) بازیکن هاکی روی یخ اهل سوئد است.